# Elecciones generales de Panamá de 1984
La República de Panamá celebró una elección general el 6 de mayo de 1984, eligiendo un nuevo Presidente de la República y una nueva Asamblea Legislativa.

## Trasfondo
Siguiendo la legislación de octubre de 1978, ocho partidos obtuvieron las respectivas cuotas de 30,000 firmas válidas hasta el 1 de abril de 1983, para poder legalmente nominar candidatos en elecciones futuras.
El 24 de abril de 1983, el electorado aprobó abrumadoramente por referéndum popular un número de enmiendas a la constitución de 1972. Entre los cambios propuestos fue la sustitución de la Asamblea Nacional de Representantes Municipales, compuesta por 505 miembros, por una legislatura nacional de 70 miembros. Facultando también a este cuerpo para nombrar oficiales importantes de gobierno. Potestad que hasta ese momento solo era ejercida por el presidente de la República.
En agosto de 1983 la ley creó un Tribunal Electoral, constituido por un miembro nombrado por cada uno de los poderes; el ejecutivo, el legislativo y la rama judicial. Al tribunal se le dio autoridad definitiva para interpretar e implementar reglas electorales.
El General Paredes, manteniendo la provisión constitucional nueva de que ningún miembro activo de la Guardia Nacional podría participar en una elección, se retiró de la Guardia el 12 de agosto de 1983. Esté sería reemplazado inmediatamente por Noriega, quien fue promovido a comandante general. Durante el mismo mes, Paredes estuvo nominado por el PRD como candidato para presidente. Las elecciones nacionales serían sólo en cinco meses, y Paredes apareció para ser el principal contendiente.
No obstante, a principios de septiembre, el presidente de la Espriella disuelve su gabinete, cuyos miembros eran en su mayoría leales a Paredes. Noriega declara así mismo públicamente que no apoya a ningún candidato para presidente. Estos acontecimientos convencieron a Paredes de que no tenía no suficiente respaldo oficial o militar para su candidatura y se retira de la carrera presidencial el 6 de septiembre de 1983, menos de un mes después de haberse retirado de la Guardia Nacional.
A pesar de que Paredes posteriormente obtuvo el soporte del Partido Nacionalista Popular (PNP) y era capaz de aparecer en la papeleta de 1984, ya no era un contendiente importante. A pesar de las reformas constitucionales, la realidad de la política panameña dictó que ningún candidato podría ser presidente sin el respaldando del Guardia Nacional y, especialmente, de su comandante.
El presidente Ricardo de la Espriella dimitió el 13 de febrero de 1984 y su vicepresidente Jorge Illueca asume la presidencia. La dimisión del presidente y su gabinete fue apenas notado durante la intensa campaña de elección. De la Espriella fue forzado a dejar su puesto por Noriega. "De la Espriella se opuso a la manipulación de la elección por parte del ejército y defendió fuertemente las elecciones libres de 1984".
Los dos candidatos primarios en la carrera presidencial fueron el candidato de oposición Arnulfo Arias y la selección de Noriega, Ardito Barletta. Debido al casi control total de los medios de comunicación por el Partido Democrático Revolucionario (PRD) de Noriega, el único medio de comunicación para aprobar a Arias era el diario libre La Prensa.

## Elección
Los informes antes de la elección sugirieron que los procedimientos realizados durante 1982 y 1984 para asegurar una elección nacional libre y justa conseguiría este resultado. Acontecimientos durante y después de que día de elección, sin embargo, alertarían de fraude. La cuenta de votos se suspendió temprano y se reanudó tres días más tarde, el 9 de mayo. El 12 de mayo, la cuenta de votos estaba en 319,671 para Nicolás Ardito Barletta Vallarino y 314,714 para Arnulfo Arias, pero la tendencia favorecía a Arias.
El 16 de mayo, el Tribunal declaró la victoria de Barletta. De aproximadamente 640,000 votos emitidos, declaran a Barletta el ganador por 1,713 votos. El anuncio vino diez días después de la elección, y uno de los tres miembros del Tribunal Electoral se abstuvo.

### Resultados de elección presidencial[6]
| Candidato                                              | Candidato                       | Alianza/de partido                               | Votos     | %      |
| ------------------------------------------------------ | ------------------------------- | ------------------------------------------------ | --------- | ------ |
|                                                        | Nicolás Ardito Barletta         | Unión Democrática Nacional (UNADE)               | 300,748   | 46.98% |
| Partido Revolucionario Democrático (PRD)               | 175,722                         | 27.45%                                           |           |        |
| Partido Laboral Agrario (PALA)                         | 45,384                          | 07.09%                                           |           |        |
| Partido Republicano (PR)                               | 34,215                          | 05.34%                                           |           |        |
| Partido Liberal (PL)                                   | 28,568                          | 04.46%                                           |           |        |
| Partido Panameñista (PP)                               | 11,579                          | 01.81%                                           |           |        |
| Frente Amplio Popular (FRAMPO)                         | 5,280                           | 00.82%                                           |           |        |
|                                                        | Dr. Arnulfo Arias Madrid        | Alianza de Oposición Democrática (ADO)           | 299,035   | 46.71% |
| Partido Panameñista Auténtico (PPA)                    | 221,335                         | 34.57%                                           |           |        |
| Partido Democráta Cristiano (PDC)                      | 46,963                          | 07.34%                                           |           |        |
| Movimiento Liberal Republicano Nacionalista (MOLIRENA) | 30,737                          | 04.80%                                           |           |        |
|                                                        | Gen. (retd) Rubén Darío Paredes | Partido Nacionalista Popular (PNP)               | 15,976    | 02.50% |
|                                                        | Carlos Iván Zúñiga              | Partido de Acción Popular (PAPO)                 | 13,782    | 02.15% |
|                                                        | Carlos Del Cid                  | Partido del Pueblo de Panamá (PPP)               | 4,598     | 00.72% |
|                                                        | José Renán Esquivel             | Partido Revolucionario de los Trabajadores (PRT) | 3,969     | 00.62% |
|                                                        | Ricardo Barría                  | Partido Socialista de los Trabajadores (PST)     | 2,085     | 00.33% |
| Votos válidos totales                                  | Votos válidos totales           | Votos válidos totales                            | 640,193   | 100%   |
| Votos estropeados y nulos                              | Votos estropeados y nulos       | Votos estropeados y nulos                        | 30,897    | 04.60% |
| Concurrencia de votos/totales                          | Concurrencia de votos/totales   | Concurrencia de votos/totales                    | 671,090   | 73.13% |
| Registró votantes                                      | Registró votantes               | Registró votantes                                | 917,677   |        |
| Población                                              | Población                       | Población                                        | 2,130,000 |        |

### Elección legislativa[6]
| Partidos y alianzas                    | Partidos y alianzas                                    | Vota/distritos | %      | Asientos |
| -------------------------------------- | ------------------------------------------------------ | -------------- | ------ | -------- |
| Unión Democrática nacional (UNADE)     | Unión Democrática nacional (UNADE)                     | 330,631        | 54.26% | 45       |
|                                        | Partido Revolucionario Democrático (PRD)               | 153,182        | 25.14% | 34       |
|                                        | Partido Laboral Agrario (PALA)                         | 74,430         | 12.21% | 07       |
|                                        | Partido Republicano (PR)                               | 51,103         | 08.39% | 03       |
|                                        | Partido Liberal (PL)                                   | 36,040         | 05.91% | 01       |
|                                        | Partido Panameñista (PP)                               | 8,063          | 01.32% | 00       |
|                                        | Frente Amplio Popular (FRAMPO)                         | 7,813          | 01.28% | 00       |
| Alianza de Oposición Democrática (ADO) | Alianza de Oposición Democrática (ADO)                 | 245,496        | 40.29% | 22       |
|                                        | Partido Panameñista Auténtico (PPA)                    | 124,562        | 20.44% | 13       |
|                                        | Partido Democráta Cristiano (PDC)                      | 69,998         | 11.49% | 06       |
|                                        | Movimiento Liberal Republicano Nacionalista (MOLIRENA) | 50,936         | 08.36% | 03       |
|                                        | Partido Nacionalista Popular (PNP)                     | 12,596         | 02.07% | 00       |
|                                        | Partido de Acción Popular (PAPO)                       | 8,471          | 01.39% | 00       |
|                                        | Partido del Pueblo de Panamá (PPP)                     | 7,315          | 01.20% | 00       |
|                                        | Partido Revolucionario de los Trabajadores (PRT)       | 3,545          | 00.58% | 00       |
|                                        | Partido Socialista de los Trabajadores (PST)           | 1,283          | 00.21% | 00       |
| Votos válidos totales                  | Votos válidos totales                                  | 609,337        | 100%   | 67       |
| Votos estropeados y nulos              | Votos estropeados y nulos                              | 22.571         | 03.57% |          |
| Concurrencia de votos/totales          | Concurrencia de votos/totales                          | 631,908        | 68.86% |          |
| Registró votantes                      | Registró votantes                                      | 917,677        |        |          |
| Población                              | Población                                              | 2,130,000      |        |          |

## Consecuencias
"El 13 de septiembre de 1985, un adversario de Manuel Noriega, Hugo Spadafora, fue asesinado por agentes de las Fuerzas de Defensa Panameñas. El Presidente Barletta pidió una investigación por la muerte de Spadafora y las alegaciones de complicidad por parte de las Fuerzas de Defensa Panameñas. Estas acciones, conjuntamente con la lucha de poder entre Roberto Díaz Herrera y Noriega, llevó a las Fuerzas de Defensa panameñas a desbancar al cada vez más impopular presidente.
Barletta Dimitió el 27 de septiembre de 1985, y fue reemplazado por su Primer Vicepresidente Eric Arturo Delvalle quién prometió regresar a “los principios Torrijistas".
"En 1987, la situación se volvió más crítica, produciendo un parálisis dentro de las Fuerzas de Defensa panameñas. La crisis explotó en junio de 1987 cuando el Coronel Roberto Díaz Herrera, cabeza recientemente retirada recientemente de la Fuerza Mayor, denunció la administración interna de la organización del General Noriega. El acto de Díaz Herrera fue la primera manifestación pública de una ruptura. En la debilidad de las Fuerzas de Defensa, el sector político empezó a mobilizarse y pedir una confrontación popular con el ejército. Siguiendo el liderazgo de grupos que aparentemente tenían poca experiencia política, formaron la ‘Cruzada Civilista' con el propósito de derrocar el gobierno de Eric Arturo Delvalle llamar a una asamblea constituyente y confeccionar una nueva constitución".
"A finales de febrero de 1988 la crisis se profundizó cuando Eric Arturo Delvalle intentó despedir a Noriega de las Fuerzas de Defensa. A consecuencia de esto, Eric Arturo Delvalle fue despedido por Asamblea Nacional (controlada por las FDD), eligiendo a Manuel Solís Palma  como ‘ministro en cargo de la presidencia'".